# 7-kronorsreformen

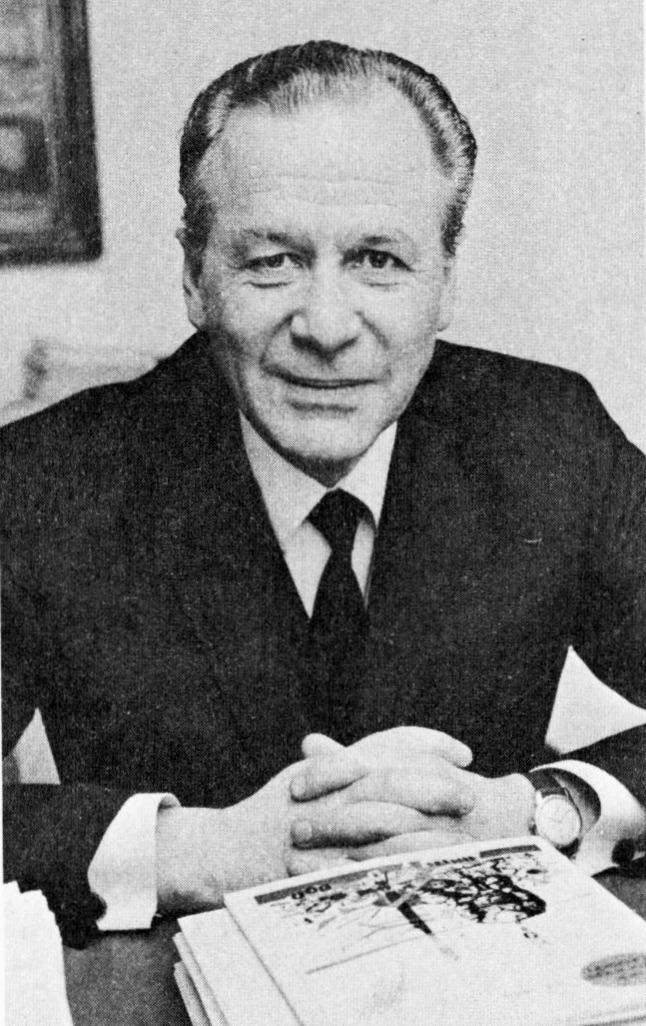
Dåvarande socialministern Sven Aspling var drivande i att genomföra 7-kronorsreformen.

7-kronorsreformen var en reform för subventionering av öppenvård inom den offentliga sektorn i Sverige som infördes 1970, vilket gjorde att patienten vid alla läkarbesök betalade en mindre avgift – sju kronor – direkt till den offentliga vårdgivaren medan resten betalades genom försäkringskassan, finansierat via skattesystemet.
Reformen medförde att besök i den privata sektorn blev mindre attraktivt och i USA betraktades det som ”socialized medicine”. Den innebar också att svenska offentliganställda sjukhusläkare förlorade möjligheten att ta betalt av öppenvårdspatienterna och att de blev lönearbetare.
I bakgrunden fanns att sjukhusvården (slutenvården) uppfattades som kostnadsdrivande, medan öppenvården hade stora strukturella problem som det sedan tidigare fanns omfattande statliga utredningar och åtgärdsförslag om, med tämligen god politisk samsyn - en förutsättning för reformens genomförande. Landstingen ansåg också att de inte hade kontroll över utvecklingen av den sjukhusbaserade öppenvården, som påverkades starkt av att läkarna fick ersättning direkt från patienterna. En fast och reglerad lön för de offentliganställda läkarna var därför rationellt för sjukvårdens planerare.
Särskilt bland yngre läkare, speciellt inom Sveriges Yngre Läkares Förening (SYLF), som växte i antal genom ökad utbildning, fanns ett uttalat stöd för reformen och även om Läkarförbundet officiellt hade invändningar mot reformen för att inte provocera sina äldre medlemmar, så agerade förbundet internt för att släppa fram innehållet i reformen. Dessutom hade läkare som inte var tillfreds med förändringarna små möjligheter att flytta över till privat sektor eftersom den offentliga vården var dominerande och utan subventioner blev patientkostnaderna höga.
Grundstrukturen i 7-kronorsreformen finns kvar efter mer än 50 år och inga genomgripande förändringar har signalerats från vare sig statsmakterna eller verksamheterna.

## Bakgrund
Innan reformen infördes var styrningen av sjukvården mer uppdelad mellan läkare och landstinget. Landstingen var då främst ansvariga för slutenvården på sjukhusen. Kostnaderna för öppenvården baserades på vilken typ av vård patienten fick, och var uppdelad i fyra olika kategorier samt med ett totalt avgiftstak. Patientavgifterna var subventionerade genom den allmänna sjukförsäkringen som införts 1955. Vid ett läkarbesök debiterades patienten ett läkararvode baserat på vilken typ av vård som gavs. Patienten betalade då hela arvodet till den behandlande läkaren och fick sedan ta kvittot till Försäkringskassan, sedan fick man 75 % av kostnaden återbetald. Labprover och bildundersökning var en separat kostnad som återbetalades på ett liknande sätt. Privata läkare hade inget avgiftstak som de behövde förhålla sig till, men försäkringskassan skulle bara återbetala 75 % av det officiella avgiftstaket till patienten.
Sjukhusläkarna var anställda hos landstingen och hade ansvar för slutenvårdspatienterna men hade även möjligheten att ha egen öppenvårdsmottagning på sjukhuset. Lönerna var i hög grad prestationsbaserade och de fanns ingen arbetstidsreglering för läkare. De fick en mindre grundlön från arbetsgivaren medan resten av lönen kom från prestationsersättning. Löneskillnaderna bland de olika läkarspecialiteterna var således väldigt stora och berodde på möjligheten att bedriva öppenvård inom den aktuella specialiteten. Vinnarna i de gamla systemet var främst patologer, radiologer och kirurger medan förlorarna var bl.a narkosläkare, infektionsläkare och internmedicinare, då de i högre grad behandlade slutenvårdspatienter. 
Reformen kan ses som en i raden av jämlikhetsreformer som genomfördes under 1970-talet tillsammans med medbestämmandelagen, föräldraförsäkringen och regeringsformen 1975.

## Reformen
Målen man ville uppnå med 7-kronorsreformen var inte helt kartlagda innan genomförandet av reformen utan drevs av den dåvarande socialministern Sven Aspling. Principiellt sett drevs reformen av de stigande sjukvårdskostnaderna som då ökat från 4,38 % av de totala utgifterna under 1960 till 1969 7 64% av de totala utgifterna. De stigande utgifterna i kombination med en då stagnerade ekonomi omöjliggjorde möjligheten att kompensera kostnaden genom att höja skatten.
Slutenvården pekades också ut som en kostnadsdrivande faktor som ansågs ta för mycket plats i relation till öppenvården. Ett mål var således att öka efterfrågan på primärvården som då förhoppningsvis skulle leda till att patienter i mindre utsträckning sökte sig till sjukhusvården som var öppet dygnet tunt. Den ökade efterfrågan på primärvården skulle i sin tur leda till att landstingen skulle expandera sin primärvårdskapacitet.
Läkarlönerna pekade också ut som en kostnadsdrivande faktor inom vården. Under 1960-talet hade man försökt reglera läkarlönerna med en så kallad maxtaxa för olika typer av tjänster, men det verkade inte ha åstadkommit den önskade effekten att hålla nere kostnaderna. Läkarlönerna sågs också som ett mer grundläggande problem i samhället vilket stack i ögonen på politiker. Läkarlöner var då en del av samhällsdebatten med nyhetsartiklar om hur höga löner vissa typer av specialister tjänade. Läkare var ofta med på topplistorna på de rikaste personerna i Sverige och då Socialdemokraterna vann valet 1970 med parollen "Ökad jämlikhet" kan de höga lönerna ha setts gå emot den tidens anda. Genom att introducera en enhetlig patientavgift som betalades direkt till landstinget istället så skulle de få full kontroll på läkares löner, som då istället skulle sättas genom förhandling med huvudmännen. 
Från patientens perspektiv medförde reformen att sjukvården blev mer lättöverskådlig med avseende på kostnad, då enbart en avgift på 7 kronor behövde betalas för ett läkarbesök oberoende vilken vård de sökte och i den avgiften ingick priset för laboratorieprover och undersökningar.